# Chórzystka trójpasiasta
Chórzystka trójpasiasta (Pseudacris triseriata) – gatunek płaza bezogonowego z rodziny rzekotkowatych (Hylidae). Występuje w Ameryce Północnej od Quebecu do Nowego Jorku i od Dakoty Południowej do Kansas.

## Wygląd
Długość ciała 1,9–3,9 cm, samice większe od samców. Kolor skóry brązowy, szary lub oliwkowy. Charakterystyczne pasy – biały nad górną wargą i brązowy biegnący od oka do nozdrza. Na grzbiecie trzy ciemne pasy. Brzuch biały lub kremowy, gardło i podbródek niekiedy nakrapiane.

## Tryb życia
Żyją w pobliżu swoich miejsc rozrodu. Porozumiewają się za pomocą głosu. Posiadają dobry wzrok, który wykorzystują przy polowaniu. Żywią się wszelkimi insektami – mrówkami, żukami, ćmami, gąsienicami, świerszczami i pająkami. Kijanki zjadają algi.

## Rozmnażanie
Sezon rozrodczy trwa od marca do maja. Samica składa 500–1500 jajeczek połączonych w paczki po 20–300. Po 3–14 dniach wylęgają się kijanki, które przemieniają się w żaby po 40–90 dniach. Dojrzałość płciową osiągają po roku życia. Chórzystki trójpasiaste mogą żyć do 5 lat.

## Zagrożenia
Chórzystki trójpasiaste są ofiarami dużych ptaków, niewielkich ssaków i węży. Kijanki i młode żaby mogą zostać zjedzone przez inne żaby, ryby, żółwie i larwy ważek.
Chórzystki nie są zagrożone wyginięciem. Stosunkowo dobrze znoszą sąsiedztwo człowieka, bywają spotykane na terenach zagospodarowanych. Są bardzo wrażliwe na środki chemiczne stosowane na polach, szkodzą one zwłaszcza jajom i kijankom.